# Marc Walder
Pour les articles homonymes, voir Walder.
Marc Walder est un journaliste suisse, né le 19 août 1965 à Thal (Saint-Gall). Il dirige le groupe de médias Ringier depuis 2008.

## Biographie

### Origine et famille
Marc Walder naît le 19 août 1965 à Thal, dans le canton de Saint-Gall. Son père, René, est architecte ; sa mère, Heidi, qui tient le foyer familial, est la fondatrice d'une crèche. Il a une sœur, prénommée Mechteld.

### Enfance et formation
Il grandit dans la commune de Goldach, où il est également scolarisé. Il suit ensuite le gymnase à Saint-Gall, puis fait des études de commerce à l'AKAD (de) de Zurich.
Au terme de sa carrière sportive, il suit l'école de journalisme de Ringier en 1993. Il suit par ailleurs en cours d'emploi une formation complémentaire en gestion d'entreprise à Harvard,.

### Carrière tennistique
Il intègre en 1982 le cadre national de la Fédération suisse de tennis. Il joue sur le circuit professionnel de 1984 à 1989, son principal fait d'armes étant d'avoir disputé une finale au tournoi ATP de Bologne avec Rolf Hertzog en 1988. Ses meilleurs classements sont un 575e rang en simple, atteint le 18 mars 1985, et un 170e rang en double, atteint le 13 juin 1988. Il est à deux reprises champion suisse en double.
Il est victime à l'âge de 20 ans d'une déchirure d'un tendon à l'épaule, blessure qui met un terme à ses ambitions sportives.

### Parcours professionnel
Il est engagé en 1991 comme stagiaire à la rédaction sportive du journal Blick. Il gravit tous les échelons jusqu'à devenir rédacteur en chef adjoint du Sonntagsblick. Il est rédacteur en chef de la Schweizer Illustrierte à partir de 2000, puis du Sonntagsblick à partir de 2007. 
En 2008, il est nommé directeur général de Ringier Suisse et Allemagne. À ce poste, il assure le tournant numérique de l'entreprise. Il est nommé directeur général du groupe Ringier en 2012. En 2018, il acquiert 10 % du capital du groupe.
En 2021, lors de la pandémie de COVID-19, il fait l'objet de critiques pour avoir déclaré lors d'un séminaire de gestion d'entreprise qu'il était de la responsabilité du groupe Ringier « de soutenir l'action du gouvernement partout où nos médias sont présents dans le monde ». Il est à nouveau au centre d'une polémique début 2023, portant sur des informations confidentielles qu'il aurait reçues en primeur de la part de l'ancien responsable de la communication du conseiller fédéral Alain Berset pendant la pandémie de COVID-19,,.

### Autres activités
Il est le fondateur de l'association digitalswitzerland, « qui vise à faire de la Suisse un leader mondial en matière d'innovation numérique ».

### Vie privée
Il a été brièvement marié dans les années 1990 à Anita Protti, avec qui il a une fille,. Il épouse plus tard la journaliste Susanne Timm, avec qui il a également une fille. Le couple se sépare en 2021. 

## Palmarès sportif

### Finale en double messieurs
| No | Date       | Nom et lieu du tournoi | Catégorie | Dotation | Surface      | Vainqueurs                    | Partenaire   | Score    |  |
| -- | ---------- | ---------------------- | --------- | -------- | ------------ | ----------------------------- | ------------ | -------- |  |
| 1  | 06-06-1988 | Bologna Open Bologne   |           | 93 400 $ | Terre (ext.) | Emilio Sánchez Javier Sánchez | Rolf Hertzog | 6-1, 7-6 |  |